# Сунчана Шкрињарић
Сунчана Шкрињарић (Загреб, 11. децембра 1931. — Загреб, 22. априла 2004), је била хрватска књижевница.

## Биографија
Сунчана Шкрињарић рођена је 1931. годуне у Загребу. Дипломирала је хрватски језик на Педагошкој академији. Радила је као службеница, глумица и новинарка, те, на крају, као професионална књижевница. У књижевности се појавила 1946. године збирком пјесама „Сунчанице“. Објавила је двадесетак књига пјесама и прозе за дјецу, од којих су најпознатије „Кактус бајке“, „Љето у модром капуту“, „Писац и принцеза“, „Чудесна шума“ и „Два смијеха“. Најмлађима је намијенила сликовнице „Плесна хаљина жутог маслачка“, „Три јабуке с бакиног ормара“, „Зимска бајка“ и друге. Од драмских текстова истичу се представе „Бајка о маслачку“, „Слон у граду“ и „Луди лампион“, који су изведени у Загребу, Упсали, те радио-драме за дјецу и омладину „Зелени шешир“, „Човјек који је постао гљива“ и друге. Свијет Сунчане Шкрињарић могли бисмо означити поетском бајком, у којој слободно дјелују људи, ствари и појаве. Свијет је то коме је границе (или безграничност) одредила пјесничка машта, а покренула древна мудрост бајки. Списатељица је добила књижевну награду: „Григор Витез“ 1970., 1978. и 1981. награду „Ивана Брлић-Мажуранић“. Њена књига Улица предака представљала је Хрватску на Међународној изложби „Мир, слобода и толеранција“ у Минхену. Пише прозу за одрасле: „Казалишна кавана“, „Џогинг у небо“, „Пасји пут“, „Чаробни просјак“ и друге.
Према њеном роману и сценарију снимљен је први хрватски дугометражни филм Чудесна шума. Књиге су јој преведене на литвански, мађарски, словеначки и друге језике.
Умрла је у Загребу 22. априла 2004. у 73ој години живота

## Награде
Списатељица је добила књижевну награду: „Григор Витез“ 1970., 1978. и 1981. награду „Ивана Брлић-Мажуранић“. Године, 1999. номинована је за највећу свјетску награду у подручју дјечје и омладинске књижевности „Ханс Кристијан Андерсен“ за 2000. годину, познату као „Мали Нобел“.